# Tony Jacquot
Tony Jacquot, all'anagrafe Jacquot Antoine Ernest (Pessac, 4 maggio 1919 – Parigi, 3 febbraio 2007), è stato un attore francese.

## Biografia
Attore di teatro, cinema e televisione, è stato attivo per oltre un quarantennio, dalla fine degli anni trenta ai primi anni ottanta, soprattutto come caratterista in film per il grande schermo e in serie televisive. Ha recitato anche in teatro con attori di primaria importanza e ha fatto parte della compagnia della Comédie-Française dal 1946 al 1956.

## Filmografia parziale
- Altitude 3.200, regia di Jean Benoit-Lévy, Marie Epstein (1938)
- Ragazze folli (Entrée des artistes), regia di Marc Allégret (1938)
- I prigionieri del sogno (La Fin du jour), regia di Julien Duvivier (1939)
- Croisières sidérales, regia di André Zwoboda (1942)
- Il ritorno di don Camillo, regia di Julien Duvivier (1953)
- L'eroe della Vandea (Les Révoltés de Lomanach), regia di Richard Pottier (1954)
- Il montone a cinque zampe (Le Mouton à cinq pattes), regia di Henri Verneuil (1954)
- Les Aventures de Monsieur Pickwick (1964) - miniserie TV
- Marie Tudor, regia di Abel Gance (1966) - film TV
- La Morale de l'histoire, regia di Claude Dagues (1966) - film TV
- Le Théâtre de la jeunesse (1966) - serie TV
- Lucide Lucile, regia di Jean-Paul Sassy (1967) - film TV
- Une femme, un jour..., regia di Léonard Keigel (1977)
- Un petit paradis, regia di Michel Wyn (1981) - film TV